# آرسن میلوشو
آرسن میلوشو (فرانسوی: red lantern‎; ۲۱ ژانویهٔ ۱۸۶۷ – ۴ مهٔ ۱۹۴۸) دوچرخه‌سوار اهل فرانسه بود.